# Telagh
Telagh (em árabe: تلاغ), também escrito Talagh, é uma comuna localizada na província de Sidi Bel Abbès, Argélia. De acordo com o censo de 2008, a população total da cidade era de 44 000 habitantes.